# اوزدا
اوزدا (به لاتین: Uzda) یک منطقهٔ مسکونی در بلاروس است که در Uzda District واقع شده‌است. اوزدا ۱۰٬۰۰۰ نفر جمعیت دارد و ۱۷۲ متر بالاتر از سطح دریا واقع شده‌است.